# 路易斯·萨梅隆
路易斯·萨梅隆（Luis Salmerón，1982年3月18日—）是阿根廷职业足球运动员，司职前锋，2011年曾效力于中超上海申花。
萨梅隆的职业生涯起步于布宜诺斯艾利斯的乙级联赛球队费罗卡里尔，此后多年在各支乙级联赛球队效力。2008/09赛季他表现尤为出色，从而加盟甲级队班菲尔德竞技，并立刻随队夺得了阿根廷秋季联赛的冠军。不过虽然萨梅隆在这个赛季获得了5场首发和10次替补的机会，却未能取得进球，于赛季末又回到乙级联赛加盟里瓦达维亚独立队。
2011年1月，上海申花宣布签约萨梅隆，成为球队2011赛季第一位正式宣布的外援。萨梅隆在亚冠联赛最先进行的两场小组赛的比赛中表现并不出色，不过他在中超联赛9场比赛即攻入10球，长时间占据了射手榜第一的位置。但是联赛后半程球队战绩出线巨大滑坡，萨梅隆也陷入进球荒，最终整个赛季进12球，尤其他在比赛最后一刻门前抢点绝杀杭州绿城的进球最为申花球迷所称道。赛季结束后，申花将引援标准大幅提高，锋线上签入了著名球星阿内尔卡，萨梅隆也返回阿根廷乙级联赛效力。